# Гандадева
Гандадева (гінді गंडदेव; д/н — бл. 1002) — магараджа Джеджа-Бхукті у 999—1002 роках.

## Життєпис
Походив з династії Чандела. Син магараджи Дханги. Посів трон після смерті того близько 999 року. Раніше вважалося, що це сталося 1002 року, а Гандадева панував до 1017/1018 року. Втім 2004 року було знайдено в Кундешварі мідну пластину, на основі дослідження якої вчені прийшли до висновку, що Гандадева помер близько 1002 року
Про його панування відомостей обмаль. Жодних написів, зроблених Гандадевою, немає, але його ім'я з'являється в написах, зроблених його наступниками — на каменнях в Магоді та Мау (по одному), два наскельні написи в Аджайгаді. Спадкував син Від'ядхара.